# 野々村病院物語
『野々村病院物語』（ののむらびょういんものがたり）は、TBS系列で放送されていたテレビドラマ。パートIIの『野々村病院物語II』についても述べる。
放映期間は、『野々村病院物語』が1981年5月12日から11月3日までの全26回で、『野々村病院物語II』が1982年11月2日から1983年5月3日までの全26回で、いずれも毎週火曜日の21:00-21:54に放送された。なお、両作には連続性はなく同様なシチュエーションの別バージョンの設定である。
宇津井健と津川雅彦が、『シークレット部隊』以来9年ぶりに共演したテレビドラマである。

## 野々村病院物語

### 概要
大病院に勤務していた野々村隆之（宇津井健）は念願の地域医療をめざした病院を吉祥寺で開業することにした。野々村の父親・野々村智（伴淳三郎）が全財産を投げ出して協力してくれて形ばかりの理事長になり、実際の運営は、強面で口うるさいが人の好い事務長・須崎八一（蟹江敬三）に任せることになった。また、婦長には野々村が、インターン時代からお世話になっている看護婦・広島友子（山岡久乃）が就任してくれることになった。だが、同期の久米丈二（津川雅彦）は優秀な外科医だが、主任看護婦の北見紀子（夏目雅子）とは以前から良からぬ噂が立っており、大学病院から追放同然で野々村が引き受けた形であった。また温厚な内科医の村岡啓介（関口宏）は病弱な妻を抱えており、後輩医師の坂井田一平（三浦浩一）は前途有望だが、生真面目で融通がきかないところがあった。
そんな開院前日に腹痛を訴えた子どもを連れて母親・長岡菜美子（梶芽衣子）がやってきた。休日で見てもらえる病院のあてがないということだった。開業前で正規の医療行為が出来ないので、坂井田が応急処置をとり他の病院に診てもらうよう母親に諭して帰した。だが、夜になって再び母親が、ぐったりとした子どもを抱えて飛び込んできた。野々村は思わぬ容態に緊急手術をせざるを得なくなるが、手ほどきの甲斐もなく子どもは亡くなってしまうのだった。半狂乱になった母親は亡くなった子どもを残したまま行方不明になる。波乱の中で病院を開業した野々村は、前途多難な病院経営を始めていくことになるのだった。

薬剤師・村上時江役の紀比呂子も主要な登場人物として幹部会会議などに出ていたが、数回で降板してしまったため薬局関連のシーンが降板以降は、まったく描かれなくなった。看護婦役にユニークで個性的なタレントや女優を起用したり、事務長役の蟹江敬三と事務員の古田守役の山田辰夫との掛け合いのシーンが、コメディリリーフとして機能し、深刻な内容になりがちなドラマを明るくしていた。このパターンは続篇にも踏襲された。

### 出演
野々村隆之（ののむら たかゆき）：宇津井健
野々村病院院長。49歳。外科医としての腕もさることながら、人柄の良さも院内の人間のみならず患者たちからも高く評価され、絶大な信頼を得ている。しかし、そのお人よしが過ぎるために病院の財政面にかかる負担は致命的なものとなっており、須崎の悩みの種となっている。15年前に妻を亡くし、一人娘のゆかりを溺愛している。
久米丈二（くめ じょうじ）：津川雅彦
外科医師。医局では玩具を触っていることが多い。外科医としての腕前は高く評価されているが、嫌味で厚かましく女癖が悪く、実質的には大学病院から追放された存在である。隆之の婚約者であった雪子と略奪婚をし、子供がいるが、なんらかのきっかけで雪子に愛想を尽かし、家には長らく帰っていない。
野々村ゆかり（ののむら ゆかり）：甲斐智枝美
隆之の一人娘。高校三年生。バドミントン部に所属している。家事を積極的にこなすしっかり者で、周囲からもかわいがられている。同い年の二郎とは仲がいいが、隆之からは心配されている。
北見紀子（きたみ のりこ）：夏目雅子
看護婦主任。寮では早苗と同室であり、見習いの彼女の面倒をしっかりと見ている。仕事ぶりは隆之や友子からも高い評価を受けており、後輩の看護婦たちからも絶大な信頼を得ている。久米の手術ミスのせいで父親を亡くしており、身よりはいない。父親を死なせてしまったというのにもかかわらず、実父に似ている久米と不倫関係にある。
村岡啓介（むらおか けいすけ）：関口宏
内科医師。温和な性格であり、院内や患者からの信頼は厚い。心臓病を患っている妻・松江との間に長男・良太がいる。松江に何かがあったときのために、隆之の計らいで病院の近所に転居している。
長岡菜美子（ながおか なみこ）：梶芽衣子
チイ子の母親。すでに夫を亡くしており、唯一の心の支えであったチイ子が亡くなってしまったことで自殺未遂をする。結婚前から亡くなった夫の家族からは良く思われておらず、夫の姓も名乗ることができないという肩身の狭い身分であった。回復後、野々村病院を訪れ、チイ子に別れを告げる。その後も隆之を頼り、病院や野々村家を訪れており、ゆかりたちからも歓迎されている。
広島一郎（ひろしま いちろう）：草見潤平
友子の長男。22歳。工場に勤務しており、友子とは離れて暮らしている。自分の近くにいて欲しいと思っている友子にはやや反発しているが、二郎との仲は良好である。友子の留守を狙い、実父のために金を工面しようと友子の部屋を訪れていたところを山科に見つかり、口封じのために強姦をしようとするがなぜか途中でやめてしまい、これが縁となり山科と交際を始める。山科との結婚を考えるが、心配するあまり2人の関係を反対する友子との溝が深くなってしまう。
広島二郎（ひろしま じろう）：川﨑麻世
友子の次男。高校三年生。友子と同居している。同い年のゆかりとは仲がいい。成績は優秀で、当初、将来は薬学の勉強をしようと志していたが、隆之から人格の良さを評価され、医師の道を目指す。
坂井田一平（さかいだ いっぺい）：三浦浩一
外科医師。院内の医師の中では一番年少で、まだまだ外科医としての腕も未熟。開院前急患の長岡チイ子ちゃんの腸重積を診断できなかったことに落ち込む。看護婦の原藤とは微妙な関係であったが、原藤の家庭環境を知り、求婚し、当初は反対されていた原藤の父親にも認められ、結婚することとなる。極度の音痴で、久米からはひどく嫌がられている。
村上時江（むらかみ ときえ）：紀比呂子
薬剤師。結婚するため降板し、初期のみの登場。
風見鶏洋子（かざみどり ようこ）：木内みどり
看護婦。おしゃべりで噂好きな性格であり、集団で会話をしている際にはほとんど話の進行役を担っている。見栄っ張りで異性に対する理想も高く、他の看護婦たちに嘘の異性関係を吹聴していたが、当人は知らないものの虚言であることが見抜かれていたため、まったく相手にされていなかった。靴箱の中のラブレターの主が康家と知ったときには泣き出していたが、交際を進めるにつれ、まんざらでもなくなっていくが康家から竹田カネとの婚約の手紙を受け取りショックを受ける。仕事ぶりは認められているほうであり、第15話では紀子が不在であったため、友子から代理主任に任命されている。
山科静（やましな しずか）：有吉真知子
看護婦。29歳。京都府出身。関西弁を話している。友子の部屋をあさっていた一郎を目撃してしまい、一郎に強姦されかけるが、一郎が途中でやめてしまったため、自分に魅力がなかったのかと落ち込む。これがきっかけで愛し合うようになるが、2人を心配する友子からは一郎との交際を反対されてしまい、友子に対してはよそよそしい態度になってしまう。
白川小百合（しらかわ さゆり）：えりかわ恵子
看護婦。北海道出身。色黒であるため、周囲からは「黒ちゃん」と呼ばれている。当初は長い髪を垂らしていたため、友子から注意を受けていた。風見鶏と同様に話好きである。看護婦の中ではよく気が付く性格で優しく、早苗の面倒を誰よりも見ていた。
竹田カネ（たけだ カネ）：あき竹城
看護婦。山形県出身。口調に訛りがある。同郷である智や康家とは旧知の仲であり、野々村家に出入りすることもある。後に康家と婚約する。のんびりとしており、勤務中に居眠りをしていることも多い。歳の離れた16歳の妹がいたが、中盤で死別したと知り、悲しみにくれていた。
原藤（坂井田）敏江（はらふじ（さかいだ） としえ）：小野みゆき
看護婦。静岡県出身。21歳。家族は両親と両家の祖母、兄夫婦の6人。無口で笑顔を見せず、どら焼きをカステラと呼んだり、一平への差し入れにカステラにレタスを添えて差し出したりと奇行が目立っていた。しかし一平はそんな彼女を見初めて求婚する。父親たちの反対もあったが晴れて一平と結婚することになり、笑顔を見せるようになり、口調も明るくなる。一平との結婚後は他の病院に移っていったが、エプロンをかけた格好のまま愛妻弁当を一平に届けに来るなど、何度も姿を見せ、一平との幸せな結婚生活を見せている。
畠山初江（はたけやま はつえ）：山田邦子
看護婦。勤務前にジョギングに出かけるなど、活発な性格であり、風見鶏や白川たちに負けず劣らずおしゃべりでもある。屋上で鳩を捕まえて飼っていたが、その鳩は中盤以降はまったく登場していない。マニキュアを塗って勤務していたのを友子に見つかり、注意を受けたことがある。
大久保貞代（おおくぼ さだよ）：阪上和子
看護婦。看護婦たちの中では唯一眼鏡をかけており、また唯一の喫煙者である。離婚歴があり、息子の正雄がおり、長らく再婚した元夫の元で暮らしていたが、再婚相手の妊娠により、大久保が元夫とはもう顔を合わせない、という条件のもと、大久保と一緒に暮らし始めた。
三田礼子（みた れいこ）：速水陽子
看護婦。主にナースセンターでナースコールを受けていることが多い。風見鶏たちが噂話をしていても参加しておらず、看護婦たちのなかでは非常に影が薄い。一平と原藤の結婚が決まり、寮でパーティーが開かれた際にも参加していないどころか、1人でナースセンターを任され、結婚式にも披露宴にも出席していない。中盤には過労で倒れ、看護婦の待遇改善運動を引き起こしたきっかけを作っている。
川原早苗（かわはら さなえ）：大畑ゆかり
看護学生。風見鶏などの先輩からは「チビ子」、また丸顔であることから、久米や康家からは「おむすびちゃん」と呼ばれている。見習いであるため制服を着用しておらず、エプロンと三角巾を身に付けている。亡くなった母親の胆石の手術の縁で、隆之には恩義を感じている。非常に仕事熱心で、中盤では車椅子の少年・安紀に献身的に接し、思い悩みながらも他の病院へ移ることが決まった安紀を送り出し、隆之や友子から激励された。最終回にて正規雇用となる。
村岡松江（むらおか まつえ）：大森暁美
村岡の妻。心臓病を患っている。
鈴木蒔子（すずき まきこ）：津賀有子
事務員。須崎と古田からは「蒔ちゃん」と呼ばれている。同じく事務員の冬子に比べれば、出番は多いほうである。
月居冬子（つきい ふゆこ）：三原理絵
事務員。須崎と古田からは「冬ちゃん」と呼ばれている。出番は少ない。
古田守（ふるた まもる）：山田辰夫
事務員。不良風の風貌であり、事務長の須崎に憎まれ口を叩いたり、からかってはわざと須崎の癇癪を起こさせている。遅刻が多く、書類の計算も間違いが多かったりと、有能ではない。早苗に想いを寄せているが、早苗からはあまり相手にされておらず、恋愛の対象には見られていない。
須崎八一（すざき やいち）：蟹江敬三
事務長。オールバックの髪型に眼鏡をかけており、生真面目な性格。そんな性格だけに古田にからかわれては癇癪を起こしてばかりいるが、勤務後は一緒に飲みに行ったりと、仲は良好である。隆之を尊敬しているが、隆之の親切が過ぎるために病院の抱える負債は計り知れず、須崎にとっては最大の悩みの種となっている。
徳川康家（とくがわ やすいえ）：柄本明
庶務主任。故郷に姉がいる。隆之の弟分で、「隆之あんちゃん」と呼び慕う。野々村家と同居しており、病院の仕事の他にも、ゆかりと一緒に家事をこなしている。いい加減でおちゃらけた性格であり、仕事を放り出して遊んでいることも多く、智や年下の古田からもけなされている。風見鶏に想いを寄せていたが彼女を振って竹田カネと婚約する。曾祖父が自分は徳川家の末裔と信じていたことから徳川姓となった歴史があり、康家自身も曾祖父同様に自分が徳川家の末裔であると信じている。
久米雪子（くめ ゆきこ）：吉行和子
久米の妻であり、大学病院の教授令嬢。第15話、第18話に登場。当初は隆之と婚約していたが、久米から強い想いを寄せられ結婚、劇中には登場しないが子供がいる。気位が高くヒステリックな面があり、久米や紀子に対しても強気な態度に出るが、教授に久米の行動を話したことにより、離婚する。
田島信一郎（たじま しんいちろう）：内田朝雄
中盤に登場。糖尿病を患っており、大学病院に1年あまり入院していたが、財政面で悩む須崎のため、久米が手を回し、野々村病院に入院することになった。大会社を経営しており、隆之への感謝の想いから、治療費の全納として1億5,000万円のお金を病院の口座に振り込んでいる。退院後も、隆之の知り合いであるということから菜美子に高待遇を与えたりと、隆之への感謝の気持ちを表しているが、当の隆之は困惑している。
川原：矢野宣
早苗の父親。第13話に登場。早苗の母親との死別後に再婚するが、これが原因で早苗からは敬遠されていた。紀子が早苗を実家に帰らせたことにより、早苗との仲も修復している。
内堀啓子（うちぼり けいこ）：桜田千枝子
中盤に登場した八百智のパート。夫と子供がいるが、帰りの遅い夫に疑問を抱いている。
広島友子（ひろしま ともこ）：山岡久乃
看護婦長。隆之とは大学病院時代からの付き合いであり、高い信頼を得ている。離婚歴があり、初期には野々村病院に運ばれてきた元夫とその再婚相手に気を揉み、倒れてしまったこともあった。
野々村智（ののむら さとし）：伴淳三郎
隆之の父親であり、野々村病院理事長。八百屋・八百智（やおとも）を経営しており、病院食には八百智の野菜を使用している。隆之と同様に孫のゆかりを溺愛しており、バドミントンの試合の応援に駆けつけたこともあった。毎朝、妻の仏壇に手を合わせることを日課としているが、パートの内堀に淡い想いを抱く。

### ゲスト
- 第1回
  - 長岡チイ子：新井瑞
- 第2回
  - 長岡チイ子：新井瑞
- 第3回
  - 子供：岡本光彦
  - 老人：寄山弘
  - 母親：金子勝美
- 第4回
  - 上田：辻萬長
- 第5回
  - 住田：武内亨
  - 住田勝子：井原千寿子
- 第6回
  - 住田勝子：井原千寿子
- 第7回
  - 住田勝子：井原千寿子
- 第9回
  - 伊藤：丸山詠二
  - 患者：高杉哲平、坂井寿美江、泉よし子
- 第10回
  - 女患者：深谷みさお
- 第11回
  - ウェイトレス：山村貴佐絵
  - 男の子：内田直弘
- 第12回
  - 鈴木：中吉卓郎
- 第14回
  - 村岡良太：清野国宣
  - 男の子：橘慎之介
  - 母親：橘千鶴
- 第16回
  - 正雄：矢島裕史
- 第18回
  - 元岡安江：山本道子
  - 元岡安紀：會澤雅人
- 第19回
  - 女：岡本麗
  - 男：河原裕昌、塩見三省
- 第21回
  - 男：町田幸夫、山田博行
  - 女：阿部光子、岡田悦子
- 第26回
  - 町田春代（まちた はるよ）：岩城徳栄
  - 九谷享子（くたに きょうこ）：西山水木

### 放映リスト
| 回数             | 放送日         | 演出     | 視聴率 |
| ---------------- | -------------- | -------- | ------ |
| 第1回            | 1981年 5月12日 | 桜井秀雄 | 31.9%  |
| 第2回            | 5月19日        | 桜井秀雄 | 28.4%  |
| 第3回            | 5月26日        | 本多勝也 | 23.9%  |
| 第4回            | 6月2日         | 本多勝也 | 25.7%  |
| 第5回            | 6月9日         | 桜井秀雄 | 25.7%  |
| 第6回            | 6月16日        | 桜井秀雄 | 25.7%  |
| 第7回            | 6月23日        | 本多勝也 | 22.3%  |
| 第8回            | 6月30日        | 本多勝也 | 23.4%  |
| 第9回            | 7月7日         | 桜井秀雄 | 23.7%  |
| 第10回           | 7月14日        | 桜井秀雄 | 23.9%  |
| 第11回           | 7月21日        | 若松節朗 | 20.8%  |
| 第12回           | 7月28日        | 本多勝也 | 23.8%  |
| 第13回           | 8月4日         | 本多勝也 | 24.7%  |
| 第14回           | 8月11日        | 桜井秀雄 | 28.2%  |
| 第15回           | 8月18日        | 桜井秀雄 | 25.1%  |
| 第16回           | 8月25日        | 本多勝也 | 25.8%  |
| 第17回           | 9月1日         | 若松節朗 | 27.2%  |
| 第18回           | 9月8日         | 本多勝也 | 23.8%  |
| 第19回           | 9月15日        | 桜井秀雄 | 24.8%  |
| 第20回           | 9月22日        | 本多勝也 | 25.4%  |
| 第21回           | 9月29日        | 石渡敏   | 26.3%  |
| 第22回           | 10月6日        | 本多勝也 | 26.7%  |
| 第23回           | 10月13日       | 若松節朗 | 25.9%  |
| 第24回           | 10月20日       | 本多勝也 | 26.4%  |
| 第25回           | 10月27日       | 石渡敏   | 26.6%  |
| 第26回（最終回） | 11月3日        | 本多勝也 | 22.7%  |

## 野々村病院物語II

### 概要
アメリカの病院に勤めていた野々村隆之が帰国し亡くなった父が開業した野々村病院の2代目院長に就任する。金儲けに走る院長代理の木井省三が経営を握っていたため、病院は腐敗していた。隆之によって地域医療を理想とする病院として建て直していく物語である。
パートIでの主要レギュラーを踏襲しているが、設定や配役を若干変えた変奏曲的作品である。
事務長役だった蟹江敬三は医師役だった関口宏と役割交代して外科医役になった。山田辰夫は続けて事務員役で事務長との丁々発止のやり取りに真価を発揮した。このシリーズでの新加入は、精神科医役・白川由美が野々村や木井の大学同窓生として登場。さらに主人公・野々村隆之の娘役には、当時、アイドルとして絶大に人気があった柏原芳恵が抜擢され、その母親役を加賀まりこが演じた。
サブタイトルは、パートI同様つけられていなかったが、第10回からつけられた。最終回のサブタイトルは、主題歌「青年の樹」の歌詞にある「吾（われ）は行く」。

### 出演
- 野々村隆之：宇津井健
- 野々村梨花：柏原芳恵
- 倉方千恵：夏目雅子
- 大町久美：加賀まりこ
- 鈴籏努（すすばた）：蟹江敬三
- 月波恭一：大和田獏
- 神原登：篠塚勝
- 野中真樹夫：磯部勉
- 山根太平治：関口宏
- 十八娘安助（いろざかり）：山田辰夫
- 鯨岡好江：山田邦子
- 楠美紀子：城戸真亜子
- 二葉とよ：白川和子
- 日暮里子：大橋恵里子
- 風見つな：西村京子
- 泊洋子：増子倭文江
- 鰐淵つたえ：浅野典子
- 泉田みどり：来路史圃
- 小糸美晴：住吉ユミ子
- 林田啓子：渡辺美樹
- 美川悦子：高部知子
- 桜間徳江：一谷伸江
- 延命順作：イッセー尾形
- 中里愛：愛田夏希
- 鈴木冬子：津賀有子
- 上原悟：川﨑麻世
- 畑中光子：泉晶子
- 四方肇：益己健
- 四方花枝：瀬島充貴
- 竹本梢：あき竹城
- 田辺礼子：近松麗江
- 天田俊明
- 郷明子：白川由美
- 木井省三：津川雅彦
- 四方直子：山岡久乃

### 放映リスト
| 話数 | 放送日        | サブタイトル | 演出     | 視聴率 |
| ---- | ------------- | ------------ | -------- | ------ |
| 1    | 1982年11月2日 |              | 桜井秀雄 | 18.8%  |
| 2    | 11月9日       |              | 桜井秀雄 | 13.9%  |
| 3    | 11月16日      |              | 本多勝也 | 16.1%  |
| 4    | 11月23日      |              | 本多勝也 | 12.2%  |
| 5    | 11月30日      |              | 桜井秀雄 | 15.3%  |
| 6    | 12月7日       |              | 桜井秀雄 | 12.2%  |
| 7    | 12月14日      |              | 本多勝也 | 12.8%  |
| 8    | 12月21日      |              | 本多勝也 | 12.3%  |
| 9    | 12月28日      |              | 桜井秀雄 | 13.6%  |
| 10   | 1983年1月4日  | 来訪者       | 桜井秀雄 | 12.9%  |
| 11   | 1月11日       | 再会のとき   | 本多勝也 | 13.3%  |
| 12   | 1月18日       | 女の友情     | 本多勝也 | 13.8%  |
| 13   | 1月25日       | 男の闘い     | 桜井秀雄 | 12.7%  |
| 14   | 2月1日        | 新しい芽     | 桜井秀雄 | 12.9%  |
| 15   | 2月8日        | 二人の世界   | 本多勝也 | 13.5%  |
| 16   | 2月15日       | 心の聴診器   | 本多勝也 | 15.6%  |
| 17   | 2月22日       | 裏の裏       | 桜井秀雄 | 15.9%  |
| 18   | 3月1日        | 女ごころ     | 桜井秀雄 | 16.9%  |
| 19   | 3月8日        | 結婚申し込み | 本多勝也 | 15.2%  |
| 20   | 3月15日       | 惜春の唄     | 本多勝也 | 17.7%  |
| 21   | 3月22日       | 母になる人   | 桜井秀雄 | 17.0%  |
| 22   | 3月29日       | 闖入者       | 桜井秀雄 | 20.9%  |
| 23   | 4月5日        | 女の真情     | 本多勝也 | 13.2%  |
| 24   | 4月19日       | 男対男       | 本多勝也 | 14.2%  |
| 25   | 4月26日       | 決意         | 桜井秀雄 | 15.0%  |
| 26   | 5月3日        | 吾は行く     | 桜井秀雄 | 13.4%  |

## 主題歌
- 『青年の樹』歌：谷村新司（谷村新司作詞・作曲、青木望編曲）

## スタッフ
- 製作
  - 作：高橋玄洋
  - 演出：桜井秀雄、石渡敏、本多勝也、若松節朗
  - プロデューサー：武敬子
  - 製作：テレパック・TBS
  - 製作協力：東通

## 備考
第1回ATP賞個人賞（武敬子）受賞。